# Sơn Bình, Tam Đường
Sơn Bình là xã thuộc huyện Tam Đường, tỉnh Lai Châu, Việt Nam.

## Địa giới hành chính
Địa giới hành chính xã Sơn Bình: Đông giáp xã Bản Khoang, huyện Sa Pa, tỉnh Lào Cai; Tây giáp xã Bình Lư; Nam giáp xã Bản Bo; Bắc các giáp xã Trung Lèng Hồ, Nậm Pung, huyện Bát Xát, tỉnh Lào Cai.

## Lịch sử hành chính
Xã Sơn Bình được thành lập năm 2006 trên cơ sở điều chỉnh 10.936,6 ha diện tích tự nhiên và 2.292 người của xã Bình Lư.